# Episodi di Treme (seconda stagione)
La seconda stagione della serie televisiva Treme viene trasmessa in prima visione su HBO dal 24 aprile al 3 luglio 2011. In Italia è inedita.
| nº | Titolo originale                        | Titolo italiano | Prima TV USA   | Prima TV Italia |
| -- | --------------------------------------- | --------------- | -------------- | --------------- |
| 1  | Accentuate the Positive                 |                 | 24 aprile 2011 |                 |
| 2  | Everything I Do Gonh Be Funky           |                 | 1º maggio 2011 |                 |
| 3  | On Your Way Down                        |                 | 8 maggio 2011  |                 |
| 4  | Santa Claus, Do You Ever Get the Blues? |                 | 15 maggio 2011 |                 |
| 5  | Slip Away                               |                 | 22 maggio 2011 |                 |
| 6  | Feels Like Rain                         |                 | 29 maggio 2011 |                 |
| 7  | Carnival Time                           |                 | 5 giugno 2011  |                 |
| 8  | Can I Change My Mind?                   |                 | 12 giugno 2011 |                 |
| 9  | What Is New Orleans?                    |                 | 19 giugno 2011 |                 |
| 10 | That's What Lovers Do                   |                 | 26 giugno 2011 |                 |
| 11 | Do Watcha Wanna                         |                 | 3 luglio 2011  |                 |